# Grand Shah Nameh de Shah Tahmasp
Le Grand Shâh Nâmeh de Shah Tahmasp, appelé aussi Shâhnâmeh de Houghton est un manuscrit de ce texte persan composé au Xe siècle par Ferdowsi, réalisé entre 1522-1535 dans les ateliers royaux safavides. Il contient 380 feuillets, dont 258 peintures, et a mobilisé l'attention d'au moins quinze des plus grands peintres du temps, notamment Sultan Muhammad, Mir Mossavvir, Aqa Mirak, Mir Sayyid Ali, Doust Mohammad, Abd al-Aziz, Qadimi, Qasim ibn Ali. 
Ancienne propriété d'Edmond de Rothschild, il est vendu par lui en 1903. Il se trouve actuellement dans différentes collections occidentales, après sa dispersion par le marchand Arthur Houghton à partir de 1959. Soixante-dix-huit peintures se trouvent actuellement au Metropolitan Museum of Art de New York.

## Histoire
Ce manuscrit a été réalisé à Tabriz sur l'ordre du shah Ismaïl Ier qui venait de prendre le contrôle de la ville.  Shah Ismaïl Ier était un chef charismatique et militairement conquérant. Il a conquis de vastes territoires, peuplés de populations cosmopolites. Ces conquêtes lui ont permis de rencontrer un grand nombre d'artistes, de formations dans différents styles et de spécialités diverses. Cette diversité et la collaboration des artistes a donné lieu à un nouveau style d'enluminure, appelé plus tard le style de Tabriz. 